# Мамонтова, Елена Станиславовна
Мамонтова Елена Станиславовна (род. 19 ноября 1965 года, Омск, СССР) – театральный деятель, телевизионный журналист, сценарист и режиссер документальных фильмов, член СТД РФ, член Союза журналистов России.

## Биография
Елена Чернякова (Мамонтова) родилась 19 ноября 1965 года в городе Омске. В 1983 году по окончании школы № 115 с преподаванием ряда предметов на английском языке поступила в Ленинградский государственный  институт культуры. В 1992 году завершила образование в Московском государственном университете имени Ломоносова на факультете «Журналистика».
С 1991 по 1993 г.г. стажировалась в телекомпании «Останкино», ГУВС, входя в авторскую группу публицистической программы «The world monitor», создаваемой редакцией иновещания. В 1995 году вернулась в Омск, где до 2004 года работала на ГТРК «Иртыш», старшим редактором социально-культурных программ, являясь автором и ведущей цикловых аналитических программ о культуре, а также программ в жанре интервью.
С 2005 по 2011 г.г. работала с проектом «Золотая маска» в Омске». С 2004 по 2012 г.г. была главным редактором Первого сибирского культурного канала ГТРК «Омск» (12 канал). С 2008 г. по 2016 г.г. являлась  PR-директором Международного театрального фестиваля «Академия». В соавторстве с театроведом О.П.Никифоровой разработала концепцию фестиваля. Провела ее презентацию и защиту в Правительстве Омской области. Участниками фестиваля были театры «Шаубюне», Берлинер Ансамбль, Бургтеатр, Комеди Франсэз, Сербский Национальный театр, такие выдающиеся деятели искусств, как Мартин Вуттке, Кшиштоф Пендерецкий, Вячеслав Полунин.
С 2012 по 2014 г.г. – государственная гражданская служба Омской области, начальник отдела искусств и взаимодействия с творческими союзами Министерства культуры Омской области. 
С 2014 по 2015 г.г. – первый заместитель художественного руководителя (директор) БУК Омской  области «Омский областной театр юных зрителей». 
С 2015 по май 2019 г.г. – автор и режиссер документального цикла «Театрон» омского телеканала «Продвижение» (фильм «Музыка в камне» 2016 год, об уникальном театре в г. Гуанчжоу (Китай), созданном по проекту архитектора Захи Хадид. Фильм удостоен Серебряного диплома «ТЭФИ-регион 2016». «Ковчег Римаса» - о художественном руководителе Государственного академического театра им. Е. Б. Вахтангова и истории театра в начале XXI века, премьера состоялась 22 марта 2017 года на Новой сцене театра им. Вахтангова, показ фильма в Париже в 2019 году; «Авиньон. Иной» - о тайнах истории тамплиеров и международном театральном фестивале в Авиньоне (Франция). «Рисунки на воде» - о гастрольном туре Государственного академического театра им. Е. Б. Вахтангова по Дальнему Востоку); программы «Persona grata» (создано более 300 выпусков программы, героями которой стали режиссеры Лев Додин, Сильвиу Пуркарете, народные артисты СССР Алиса Фрейндлих, Олег Табаков, народные артисты России Виктор Сухоруков, Алексей Гуськов, Владимир Симонов, Евгений Князев, Сергей Безруков, Дмитрий Певцов).
С 2020 г. по настоящее время – заместитель директора по развитию Омского государственного драматического «Пятого театра», PR-директор, арт-директор Всероссийского театрального фестиваля «лиТЕрАТуРа».
В 2022 году окончила Театральный институт имени Бориса Щукина при Государственном академическом театре имени Евгения Вахтангова: повышение квалификации по дополнительной программе «Методы эффективного управления в сфере культуры».